# Gustave-Adolphe de Nassau-Sarrebruck
Gustave Adolphe de Nassau-Sarrebruck (27 mars 1632, Sarrebruck - 9 octobre 1677, Strasbourg) est comte de Sarrebruck et Major-général pour la Rhénanie du Saint-Empire romain germanique.

## Biographie
Il est le troisième fils du comte Guillaume de Nassau-Sarrebruck (1590 - 22 août 1640) et de la comtesse Anne-Amélie de Bade-Durlach (1595-1651), et est nommé en l'honneur du roi Gustave II Adolphe, qui est encore vivant à l'époque.
Au cours de la Guerre de Trente Ans (1618-1648), la famille s'enfuit à Metz, où son père est mort en 1640. En 1643, sa mère revient à Sarrebruck avec les enfants. De 1645 à 1649, il étudie à Bâle.
Il combat ensuite du côté français contre l'Espagne. En 1658, il se bat contre le Danemark au service du roi de suède Charles X Gustave, qui est un duc de la maison de Palatinat-Deux-Ponts. Plus tard, il sert dans l'armée impériale, probablement jusqu'en 1659.
Jusqu'en 1651 sa mère est régente en son nom, puis de 1651 à 1659, son frère aîné, Jean-Louis est régent. En 1660, Gustave Adolphe et ses frères Jean-Louis et Valéran de Nassau-Usingen divisent le territoire et Gustave Adolphe prend les comtés de Sarrebruck et de Saarwerden.
Il travaille à la reconstruction du pays ravagé par la guerre, ramène des réfugiés et colons recrutés pour l'agriculture et les travailleurs qualifiés de l'industrie du verre à Klarenthal.
Il ne peut pas résister à Louis XIV lors de la Guerre des Réunions. Il refuse de prêter le serment de fidélité au roi, même quand il est capturé en 1673 par les français et emprisonné à Metz. Après sa libération, l'année suivante, il n'est pas autorisé à retourner dans son pays.
Il s'enrôle dans l'armée impériale en 1676, et participe à la bataille de Philippsbourg en Alsace, en 1677. Il meurt des blessures subies au combat sur le Mont-Kochersberg (nord-ouest de Strasbourg). Il est finalement enterré, après plusieurs tombes temporaire, dans l'Église Saint-Thomas à Strasbourg. Son cadavre momifié est exposé de 1802 à 1990 dans un sarcophage de verre. Son corps est transféré et enterré dans le tombeau érigé par son épouse dans l'église du château de Sarrebruck en 1998.

## Mariage et descendance
Le 14 juin 1662, il épouse Éléonore-Claire de Hohenlohe-Neuenstein (1632-1709), fille du comte Charles VII de Hohenlohe-Neuenstein et de Sophie de Deux-Ponts-Birkenfeld. Sept enfants sont nés de cette union :
- Louis-Crato (1663-1713), marié avec Henriette-Philippine de Hohenlohe-Langenbourg (1679-1751)
- Charles-Louis (1665-1723)
- Sophie-Amélie de Nassau-Sarrebruck (1666-1736), mariée avec Albert-Wolfgang de Hohenlohe-Langenbourg (1659-1715).
- Gustave-Adolphe (1667-1683)
- Sophie-Éléonore (1669-1742)
- Sophie-Dorothée (1670-1748)
- Philippe-Guillaume (1671-1671)